# Hamilton (Bermudes)
Pour les articles homonymes, voir Hamilton.
Hamilton est la capitale du territoire britannique d'outre-mer des Bermudes. C'est également un port franc. La population de la ville s'éleve à 1 012 personnes en 2012. De nombreux yachts de luxe sont immatriculés à Hamilton en raison de la fiscalité avantageuse des Bermudes en tant que paradis fiscal et pavillon de complaisance.

## Géographie
Hamilton se trouve sur la côte nord de la Grande Bermude, sur les rives septentrionales de la baie de Hamilton (Hamilton Harbour).

## Climat
Hamilton est sujette à un rarissime climat équatorial (Af) selon la classification de Köppen, bien que les Bermudes soient à plus de 3 500 km au nord de l'Équateur. En effet, aucun mois n’a de température moyenne inférieure ou égale à 18 °C et les températures sont constantes, sans chaleur excessive. Les pluies y sont abondantes.

## Histoire
L'histoire de Hamilton commence en 1790 lorsque le gouvernement de l'archipel y fit l'acquisition de 59 hectares pour son nouveau siège qui s'y installa en 1793. La ville fut nommée en l'honneur de Henry Hamilton, le gouverneur des Bermudes de 1786 à 1793.
Hamilton devint officiellement la capitale de la colonie en 1815, aux dépens de la ville de Saint George's. 
La cathédrale y fut construite en 1897.

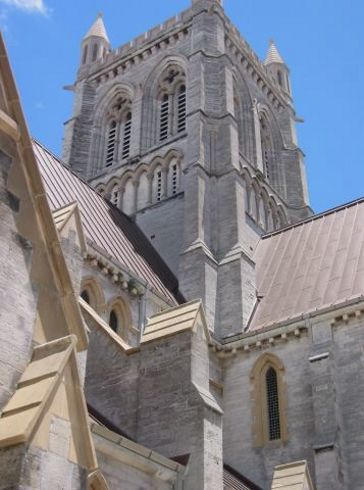
Cathédrale de la Très-Sainte-Trinité de Hamilton.

## Quelques yachts immatriculés à Hamilton
- L’Eclipse, le Luna et le Sussuro de Roman Abramovitch
- Le A d'Andreï Melnitchenko
- Le Grand Bleu d'Eugene Shvidler
- L'Atlantis II de la famille Niarchos (Grèce)
- L'Archimedes de James Simons
- Le Renaissance de la Compagnie Française de Croisière